# Фердинанд I (король Румынии)
Фердинанд I (рум. Ferdinand I, полное имя Фердинанд Виктор Мейнард Альберт, 24 августа 1865 год, Зигмаринген, Королевство Пруссия — 20 июля 1927 года, Синая, Королевство Румыния) — его Святейшество Король Королевства Румыния из династии Гогенцоллернов-Зигмарингенов с 10 октября 1914 года по 20 июля 1927 года. Маршал Румынии (18 ноября 1918).

## Биография
Сын Леопольда Гогенцоллерн-Зигмарингена и Антонии Марии Португальской. Племянник Кароля I, оказался на престоле ввиду отказа от прав наследования отца (1880) и старшего брата Вильгельма (1888). При этом, управляя православной страной, Фердинанд остался католиком, с тем условием, чтобы его дети воспитывались в православной вере. Это обстоятельство несколько омрачило репутацию принца, очень застенчивого и робкого по природе, став почвой для распространения слухов о его алкоголизме. Редко допускаемый к государственным делам, Фердинанд много времени потратил на занятия ботаникой, в чём достиг больших успехов.

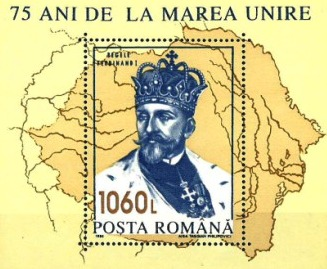
Почтовый блок. Румыния, 1993. Король Фердинанд I

В 1893 году женился на Марии, дочери герцога Эдинбургского (1875—1938). Для семьи наследника престола Кароль I приказал построить рядом с королевской резиденцией замок Пелишор.
Царствование Фердинанда началось вскоре после того, как разгорелась Первая мировая война; в отличие от дяди, сторонника Германии, он придерживался нейтральных позиций, а в 1916 после долгих переговоров Румыния вступила в войну на стороне Антанты (что было воспринято Вильгельмом II как предательство дома Гогенцоллернов). Вскоре после Октябрьской революции и выхода России из войны Румыния была разгромлена, и австро-германские войска заняли Бухарест; Фердинанд был вынужден на некоторое время эмигрировать.
На 1920-е годы в Королевстве Румынии пришёлся период стабилизации экономики государства. С ним совпало возвращение к власти Национал-либеральной партии. В январе 1922 года её бессменный лидер Ионел Брэтиану в четвёртый раз стал премьер-министром Румынии. По своему обыкновению, придя к власти, он распустил парламент, а в марте того же года в Румынии состоялись новые парламентские выборы, по итогам которых подавляющее большинство мест в законодательном собрании досталось национал-либералам. Ввиду этого, а также с учётом экономического подъёма в стране, семья Брэтиану, по словам самого Фердинанда I, стала «второй династией в королевстве».

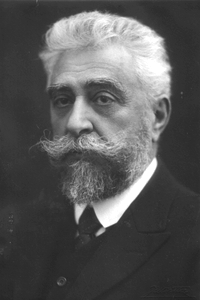
Ионел Брэтиану

Несмотря на подобную характеристику, король неизменно поддерживал национал-либеральную партию и находился под большим влиянием со стороны Брэтиану. Это позволило последнему стать фактическим диктатором страны, коим он являлся вплоть до своей смерти.

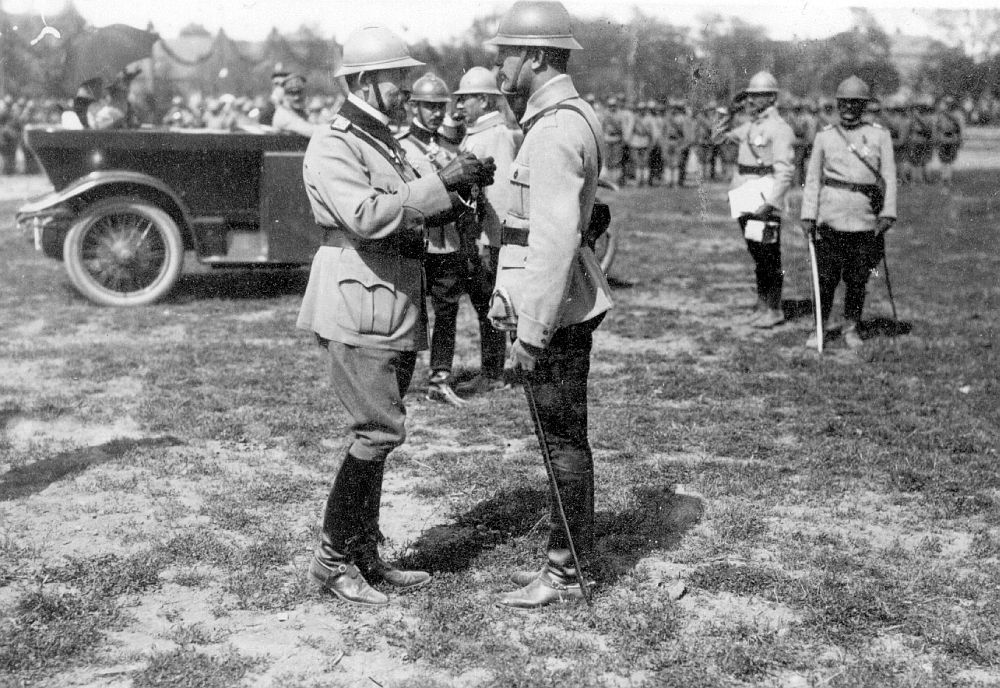
Король Фердинанд I награждает артиллерийского офицера, 1919 г.

Послевоенные годы были также омрачены конфликтом Фердинанда со своим сыном и наследником, кронпринцем Каролем, который вступил в скандальный брак с одной из своих любовниц и покинул страну. Лишив сына престолонаследия, Фердинанд сделал непосредственным преемником малолетнего внука, Михая I. Однако через три года после смерти Фердинанда в 1930 г. кронпринц Кароль вернулся из-за границы, сместил сына и стал царствовать как Кароль II.
В художественной литературе о короле Румынии Фердинанде I французским классиком Анри Барбюсом был написан рассказ «Фердинанд».

## Семья
Дети Фердинанда и Марии Эдинбургской:
- Кароль (1893—1953), будущий король Румынии Кароль II
- Елизавета (1894—1956), в 1921 вышла замуж за короля Греции Георга II Глюксбурга.
- Мария (1900—1961), в 1922 вышла замуж за короля Югославии Александра I Карагеоргиевича,
- Николай (1903—1978), в 1931 женился на Жанне Димитреску-Тохани
- Илеана (1909—1991), в 1931 вышла замуж за эрцгерцога Антона Габсбург-Тосканского, во втором браке с Этьеном Иссареску
- Мирча (1913—1916), умер в раннем детстве от брюшного тифа.

## Память
В 2018 году установлен бюст в Варница (Молдова). Автор молдавский скульптор Вячеслав Жиглицкий.
В 2020 году установлен бюст в Ниспорень (Молдова). Автор молдавский скульптор Вячеслав Жиглицкий.
В 2021 году установлен бюст села Вережены Теленештского района (Молдова). Автор молдавский скульптор Вячеслав Жиглицкий.
в 2022 году установлен бюст в Орхей (Молдова). Автор молдавский скульптор Вячеслав Жиглицкий.
В 2023 году установлен бюст у Бельцкого университета в Бельцах (Молдова). Автор молдавский скульптор Вячеслав Жиглицкий.
В 2023 году установлен бюст в селе Курэтура Шолдэнештьского района (Молдова). Автор молдавский скульптор Вячеслав Жиглицкий.